# Andover (villa)
Andover es una villa ubicada en el condado de Allegany en el estado estadounidense de Nueva York. En el año 2000 tenía una población de 1073 habitantes y una densidad poblacional de 415 personas por km².

## Geografía
Andover se encuentra ubicada en las coordenadas 42°9′31″N 77°47′43″O / 42.15861, -77.79528.

## Demografía
Según la Oficina del Censo en 2000 los ingresos medios por hogar en la localidad eran de $31 563, y los ingresos medios por familia eran $38 125. Los hombres tenían unos ingresos medios de $30 417 frente a los $20 804 para las mujeres. La renta per cápita para la localidad era de $17 766. Alrededor del 12% de la población estaban por debajo del umbral de pobreza.